# 평형 감각
평형 감각(平衡感覺, 영어: sense of balance 또는 equilibrioception)은 몸의 위치나 회전 등을 느끼는 감각으로, 중력이 자극이 되어 일어나며, 이러한 평형 유지에 관계하는 기관이 '평형기'이다.
무척추동물의 평형기에는 보통 자루 모양의 평형낭과 평형곤이 있다. 해파리의 갓 가장자리, 조개의 발, 새우나 게의 제1촉각의 기부에는 평형낭이 있다. 그 평형낭의 벽에는 섬모가 있는 감각세포가 있고, 속에는 평형석(이석)이 들어 있다. 평형석은 석회질의 소립자인 경우가 많은데, 새우의 평형석은 외부에서 끌어들인 모래 알갱이이다. 몸의 위치가 기울면 평형석도 중력의 작용으로 이동하여 감각 세포를 자극하게 되므로, 그 자극에 의해 몸의 평형을 느끼는 것이다.
한편, 사람 등의 척추동물의 평형기는 속귀에 있는 전정 기관과 반고리관이다. 전정 기관은 위치를 감각하고, 반고리관은 회전 감각을 느낀다. 원구류(반고리관은 1∼2개이다)를 제외한 다른 척추동물은 림프액이 들어 있는 3개의 반고리관(세반고리관)이 서로 직각을 이루고 있어서, 몸이 어느 방향으로 회전하더라도 그 중 하나의 관 속에 있는 림프가 몸의 회전 방향과 반대 방향으로 흐르므로 평형을 유지할 수 있다.
집오리의 부리에는 '헤르브스트 소체'라고 하는 진동 수용기가 있다. 이와 같은 기관은 딱다구리의 혀에도 있다고 하는데, 딱다구리는 나무 줄기 속에 부리를 꽂고 그 속에 사는 곤충의 미묘한 움직임을 탐지할 때 이것을 사용한다. 또 두더지의 코 끝에는 '이멘 기관'이라는 특수한 감각 기관이 있다. 이것도 진동 수용기의 일종으로, 두더지의 먹이가 되는 지렁이와 곤충 등의 움직임을 탐지하는 역할을 하는 것으로 생각된다.
한편, 방울뱀이나 반시뱀의 눈 가장자리에는 '안하소와(眼下小窩)'라는 것이 있다. 이것은 온도의 상승에 매우 민감한 기관으로, 이것으로 원거리에 있는 항온 동물의 존재를 알아낸다. 이 안하소와에서의 신경 자극을 절취하여 조사한 결과, 온도가 올라가면 자극이 증가하고 온도가 내려가면 자극의 수가 감소하는 사실이 밝혀졌다. 또한 이 기관은 0.002 °C의 온도 상승에도 민감하게 반응을 보였다는 보고도 있다.

## 같이 보기
- 감각